# 2 Puppis
2 Puppis är en vit stjärna i Akterskeppets stjärnbild.
Stjärnan har visuell magnitud +6,06 och är svagt synlig för blotta ögat vid god seeing. Den befinner sig på ett avstånd av ungefär 255 ljusår.